# FC Estudante Fitun Lorosae
Der FC Estudante Fitun Lorosae (tetum Studenten Sterne des Ostens), kurz FC FIEL, ist ein osttimoresischer Fußballverein. Er ist in Dili ansässig.

## Geschichte
Anfang 2017 wurde in Osttimor über die Schaffung einer dritten Liga nachgedacht. Eine der Mannschaft, die dafür im Gespräch waren, war der FC FIEL. Stattdessen wurden am 20. April 2017 von der Liga Futebol Amadora zwölf Mannschaften bestimmt, die sich in einem Turnier für die zweite Liga qualifizieren konnten. Einer davon war der FC FIEL.
Das Turnier fand vom 16. bis zum 31. März 2017 statt. Dem FC FIEL gelang dort mit einem Sieg im Spiel um Platz 3 die Qualifikation. In der Saison 2018 kam man auf Platz 8 der zweiten Liga.
Beim Landespokal Taça 12 de Novembro 2018 scheiterte man in der ersten Hauptrunde.